# 東京外環自動車道
東京外環自動車道（日语：／ Tōkyō gaikan jidōshadō */?）是日本東京都練馬區至埼玉縣三鄉市的高速公路，略稱為東京外環道（東京外環道／とうきょうがいかんどう、TOKYO-GAIKAN EXPWY），又稱東京外環、外環道、外環。高速公路路線編號為C3（東海環狀自動車道同樣被編為C3，但與本道路並不相關）。全線被指定為大都市近郊區間。
東京外環自動車道是「東京外郭環狀道路」的高速公路部分，該道路整體上由高速公路、一般道路等兩大部分共構而成。

## 概要

### 政令上正式路線名
東京外環自動車道為一般在導覽資訊上所使用的道路名，並非高速自動車國道路線指定政令所指定的路線名稱（法定路線名稱）。政令上的正式路線名由下列複數個高速自動車國道的一部份所組成：
- 中央自動車道富士吉田線：東名系統交流道（暫稱） - 中央系統交流道（暫稱）
- 關越自動車道新潟線 : 中央系統交流道（暫稱） - 大泉系統交流道
- 東北縱貫自動車道、常磐自動車道、東關東自動車道水戶線共線段 : 大泉系統交流道 - 川口系統交流道
- 常磐自動車道、東關東自動車道水戶線共線段 : 川口系統交流道 - 三鄉系統交流道
- 東關東自動車道水戶線 : 三鄉系統交流道 - 高谷系統交流道

## 設施
- 交流道（IC）編號欄的背景色為■顯示該部分道路已經啟用，設施名稱欄的背景色為■顯示該部分設施尚未啟用，未通車路段名稱皆為臨時名稱。
- 智能交流道（SIC）以背景色■顯示。
- 松戶IC附近—市川南IC附近雖然是半地下路段或隧道，但是允許載有危險品車輛通行。
- 該路線於高谷JCT有繼續南下，並與第二東京灣岸道路（日语：第二東京湾岸道路）（調查中）接續的計劃（首都圈的3環狀9放射高速公路計劃[2])。

| 交流道 編號 | 中文設施名稱               | 日文設施名稱 | 英文設施名稱 | 接續路線名稱                                                  | 起點 里程 （公里） | 備註                                                                | 所在地        | 所在地        | 所在地 |
| ----------- | -------------------------- | ------------ | ------------ | ------------------------------------------------------------- | ------------------ | ------------------------------------------------------------------- | ------------- | ------------- | ------ |
| 50          | 大泉IC/JCT                 |              |              | 東京都道·埼玉縣道24號練馬所澤線 E17 關越自動車道              | 0.0                | 關越道的IC編號與JCT編號為「2」                                      | 東京都 練馬區 | 東京都 練馬區 |        |
| 51          | 和光IC                     |              |              | 埼玉縣道88號和光Inter線 國道254號（川越街道）                 | 3.2                |                                                                     | 埼玉縣        | 和光市        |        |
| -           | 新倉PA                     |              |              | -                                                             | 5.1                | PA內可進行掉頭 有「和光SA化」構想                                   | 埼玉縣        | 和光市        |        |
| 52          | 和光北IC                   |              |              | 國道298號 國道254號（和光富士見繞道） 埼玉縣道88號和光Inter線 | 5.3                |                                                                     | 埼玉縣        | 和光市        |        |
| 53          | 戶田西IC                   |              |              | 國道298號                                                     | 7.4                | 只限往大泉JCT方面的入口、 大泉JCT方向起的出口 非ETC車亦可使用該出口 | 埼玉縣        | 戶田市        |        |
| 60          | 美女木JCT                  |              |              | 首都高速5號池袋線 首都高速埼玉大宮線                          | 8.3                | 匝道內設有交通燈                                                    | 埼玉縣        | 戶田市        |        |
| 61          | 戶田東IC                   |              |              | 國道298號                                                     | 9.7                | 只限往高谷JCT方向的入口、 高谷JCT方向起的出口 非ETC車亦可使用該出口 | 埼玉縣        | 戶田市        |        |
| 62          | 外環浦和IC                 |              |              | 國道298號                                                     | 12.1               | 只限往高谷JCT方向的入口、 高谷JCT方向起的出口                       | 埼玉縣        | 川口市        |        |
| 63          | 川口西IC                   |              |              | 國道298號                                                     | 13.8               | 只限往大泉JCT方向的入口、 大泉JCT方向起的出口                       | 埼玉縣        | 川口市        |        |
| 64          | 川口中央IC                 |              |              | 國道298號                                                     | 16.6               | 只限往高谷JCT方向的入口、 高谷JCT方向起的出口                       | 埼玉縣        | 川口市        |        |
| 70          | 川口JCT                    |              |              | 首都高速川口線 E4 東北自動車道                                | 17.5               | 東北道的JCT編號為「1」                                              | 埼玉縣        | 川口市        |        |
| 71          | 川口東IC                   |              |              | 國道298號                                                     | 18.8               | 只限往高谷JCT方向的入口、 高谷JCT方向起的出口 非ETC車亦可使用該出口 | 埼玉縣        | 川口市        |        |
| 72          | 草加IC                     |              |              | 國道298號 國道4號（草加繞道）                                 | 22.2               |                                                                     | 埼玉縣        | 草加市        |        |
| -           | 外環八潮PA/SIC/草加八潮JCT |              |              | 東埼玉道路（興建中）                                          | 25.8               | 有預留分岔 PA興建中，預計2026年度啟用 SIC興建中 JCT設置時期未定     | 埼玉縣        | 八潮市        |        |
| 74          | 外環三鄉西IC               |              |              | 國道298號 東京都道·埼玉縣道67號葛飾吉川松伏線                 | 28.2               | 只限往大泉JCT方向的入口、 大泉JCT方向起的出口                       | 埼玉縣        | 三郷市        |        |
| 80          | 三鄉JCT                    |              |              | 首都高速6號三鄉線 E6 常磐自動車道                             | 29.4               | 常磐道的JCT編號為「1」                                              | 埼玉縣        | 三郷市        |        |
| 81          | 三鄉中央IC                 |              |              | 國道298號                                                     | 30.8               | 只限往高谷JCT方向的入口、 高谷JCT方向起的出口                       | 埼玉縣        | 三郷市        |        |
| 82          | 三鄉南IC                   |              |              | 國道298號 千葉縣道·埼玉縣道295號松戶三鄉線                    | 33.5               | 只限往大泉JCT方向的入口、 大泉JCT方向起的出口 非ETC車亦可使用該出口 | 埼玉縣        | 三郷市        |        |
| 83          | 松戶IC                     |              |              | 國道298號 千葉縣道1號市川松戶線                               | 38.9               | 只限往高谷JCT方向的入口、 高谷JCT方向起的出口                       | 千葉縣        | 松戶市        |        |
| -           | 北千葉JCT                  |              |              | 北千葉道路（興建中）                                          | 39.8               | 設置時期未定，有預留分岔                                            | 千葉縣        | 市川市        |        |
| 85          | 市川北IC                   |              |              | 國道298號 千葉縣道264號高塚新田市川線                         | 41.0               | 只限往大泉JCT方向的入口、 大泉JCT方向起的出口 IC傍設有道之驛市川    | 千葉縣        | 市川市        |        |
| 86          | 市川中央IC                 |              |              | 國道298號                                                     | 44.4               | 只限往高谷JCT方向的入口、 高谷JCT方向起的出口                       | 千葉縣        | 市川市        |        |
| 90          | 京葉JCT                    |              |              | E14 京葉道路                                                  | 45.6               | 高谷JCT方向⇔宮野木JCT方向匝道興建中 京葉道路的JCT編號為「1-1」      | 千葉縣        | 市川市        |        |
| 91          | 市川南IC                   |              |              | 國道298號 國道357號                                           | 47.4               | 只限往大泉JCT方向的入口、 大泉JCT方向起的出口                       | 千葉縣        | 市川市        |        |
| 92          | 高谷JCT                    |              |              | 首都高速灣岸線 E51 東關東自動車道                             | 49.0               | 東關東道的JCT編號為「1」                                            | 千葉縣        | 市川市        |        |

## 歷史

### 年表
- 1992年11月27日 : 和光IC-三鄉JCT間通車，分別於川口JCT與東北自動車道、首都高速川口線連接，及三鄉JCT與常磐自動車道、首都高速6號三鄉線連接。
- 1993年10月23日 : 於美女木JCT與首都高速5號池袋線連接。
- 1994年3月30日 : 大泉IC-和光IC間通車，於大泉JCT與關越自動車道連接，和光北IC通車。
- 1998年5月18日 : 於美女木JCT與首都高速埼玉大宮線連接，美女木JCT的池袋線至外環道方向外回匝道開始使用。
- 2005年2月25日 : 大泉JCT的外環道內回至關越道方向匝道2車道化。
- 2005年11月27日 : 三鄉JCT-三鄉南IC間通車。
- 2018年6月2日 : 三鄉南IC-高谷JCT間通車，於高谷JCT與首都高速灣岸線、東關東自動車道連接，三鄉中央IC通車。

### 預計通車年度
以東京外郭環狀道路名義事業中。
- 東名系統交流道（東名高速交點）- 大泉系統交流道（關越道交點）：以2020年通車為目標[6]。

## 路線狀況

### 車道數、最高速度
| 區間                            | 車道數 上下線=上行線+下行線 | 最高速度 |
| ------------------------------- | --------------------------- | -------- |
| 大泉系統交流道 - 和光北交流道   | 6=3+3                       | 80 km/h  |
| 和光北交流道 - 川口中央交流道   | 4=2+2                       | 80 km/h  |
| 川口中央交流道 - 川口系統交流道 | 6=3+3                       | 80 km/h  |
| 川口系統交流道 - 高谷系統交流道 | 4=2+2                       | 80 km/h  |

與近畿自動車道相同，全線皆設有道路照明燈。

### 道路設施

#### 主要設施
- 幸魂大橋（和光北交流道 - 戶田西交流道）：1,485 m

### 道路管理者
- 東日本高速公路
  - 關東支社三鄉管理事務所 : 全線

#### 公路廣播
- 大泉（和光交流道 - 大泉系統交流道 大泉方向）
- 和光北（和光交流道 - 戶田西交流道 高谷方向）
- 戶田東（外環浦和交流道 - 美女木系統交流道 大泉方向）
- 川口西（川口西交流道 - 川口系統交流道 高谷方向）
- 川口東（草加交流道 - 川口系統交流道 大泉方向）
- 三鄉（草加交流道 - 三鄉系統交流道 高谷方向）
- 三鄉南（三郷南交流道 - 三鄉系統交流道 大泉方向）
- 菅野（市川北交流道 - 京葉系統交流道 高谷方向）

### 收費
自2009年9月起以ETC收費。
|          |          | 輕自動車等 | 輕自動車等 | 普通車    | 普通車    | 中型車    | 中型車    | 大型車    | 大型車    | 特大車    | 特大車    |
| 下限費用 | 上限費用 | 下限費用   | 上限費用   | 下限費用  | 上限費用  | 下限費用  | 上限費用  | 下限費用  | 上限費用  |           |           |
| -------- | -------- | ---------- | ---------- | --------- | --------- | --------- | --------- | --------- | --------- | --------- | --------- |
| ETC收費  | ETC收費  | 250日圓    | 850日圓    | 270日圓   | 1,020日圓 | 290日圓   | 1,190日圓 | 340日圓   | 1,570日圓 | 450日圓   | 2,510日圓 |
| 現金收費 | 現金收費 | 850日圓    | 850日圓    | 1,020日圓 | 1,020日圓 | 1,190日圓 | 1,190日圓 | 1,570日圓 | 1,570日圓 | 2,510日圓 | 2,510日圓 |

### 交通量
平日24小時交通量（平成17年度道路交通服務）
- 練馬區、埼玉縣境-和光IC : 70,908
- 和光IC-和光北IC : 82,423
- 和光北IC-戶田西IC : 86,333
- 戶田西IC-美女木JCT : 82,090
- 美女木JCT-戶田東IC : 72,306
- 戶田東IC-外環浦和IC : 78,018
- 外環浦和IC-川口西IC : 85,701
- 川口西IC-川口中央IC : 76,235
- 川口中央IC-川口JCT : 79,999
- 川口JCT-川口東IC : 63,422
- 川口東IC-草加IC : 65,416
- 草加IC-外環三鄉西IC : 50,945
- 外環三鄉西IC-三鄉JCT : 32,153

## 地理

### 通過自治體
- 東京都
  - 練馬區
- 埼玉縣
  - 和光市 - 戶田市 - 埼玉市南區 - 川口市 - 草加市 - 八潮市 - 三鄉市
- 東京都
  - 葛飾區
- 千葉縣
  - 松戶市 - 市川市

## 相片

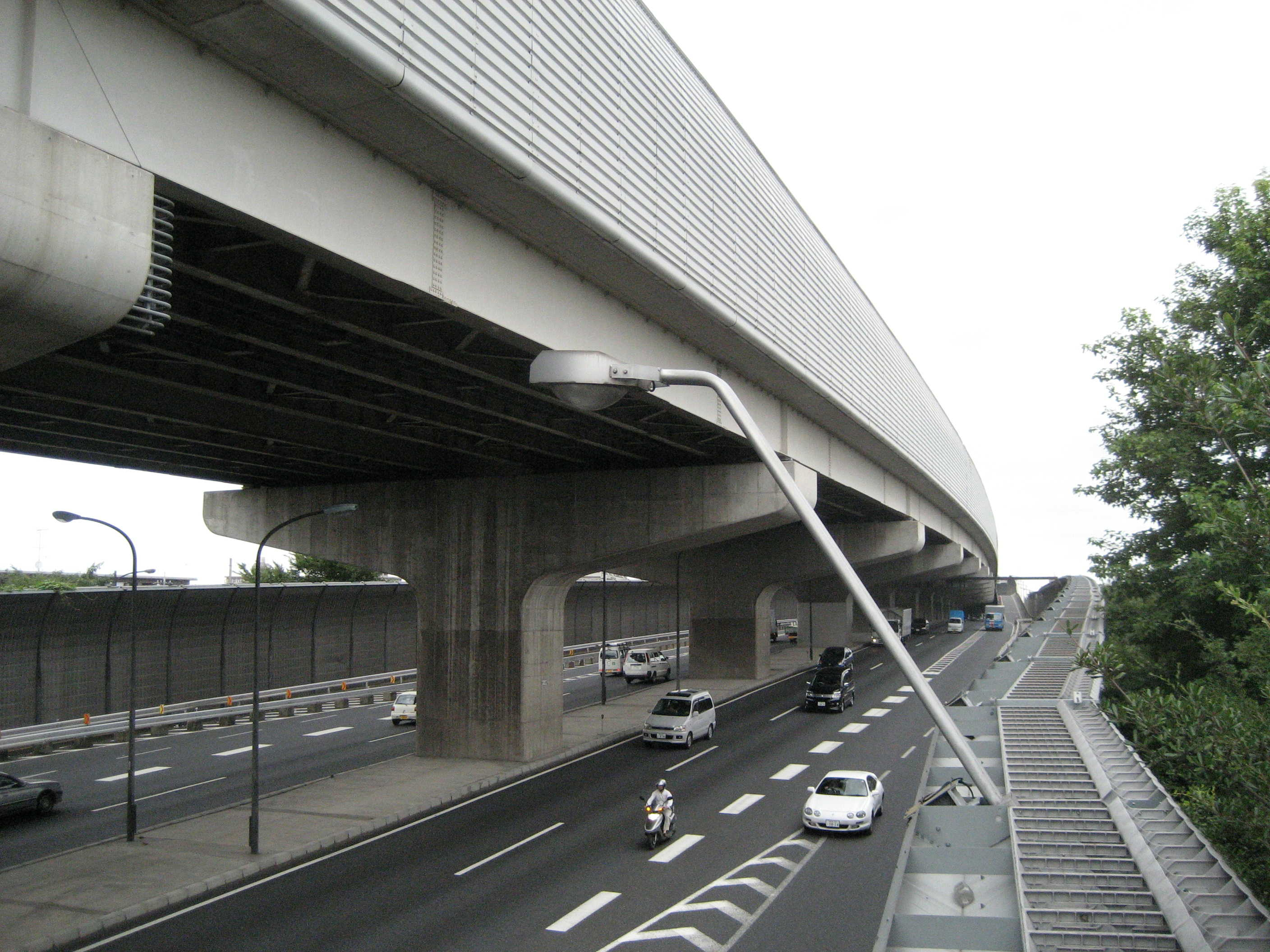
沿著外環道下經過的國道298號
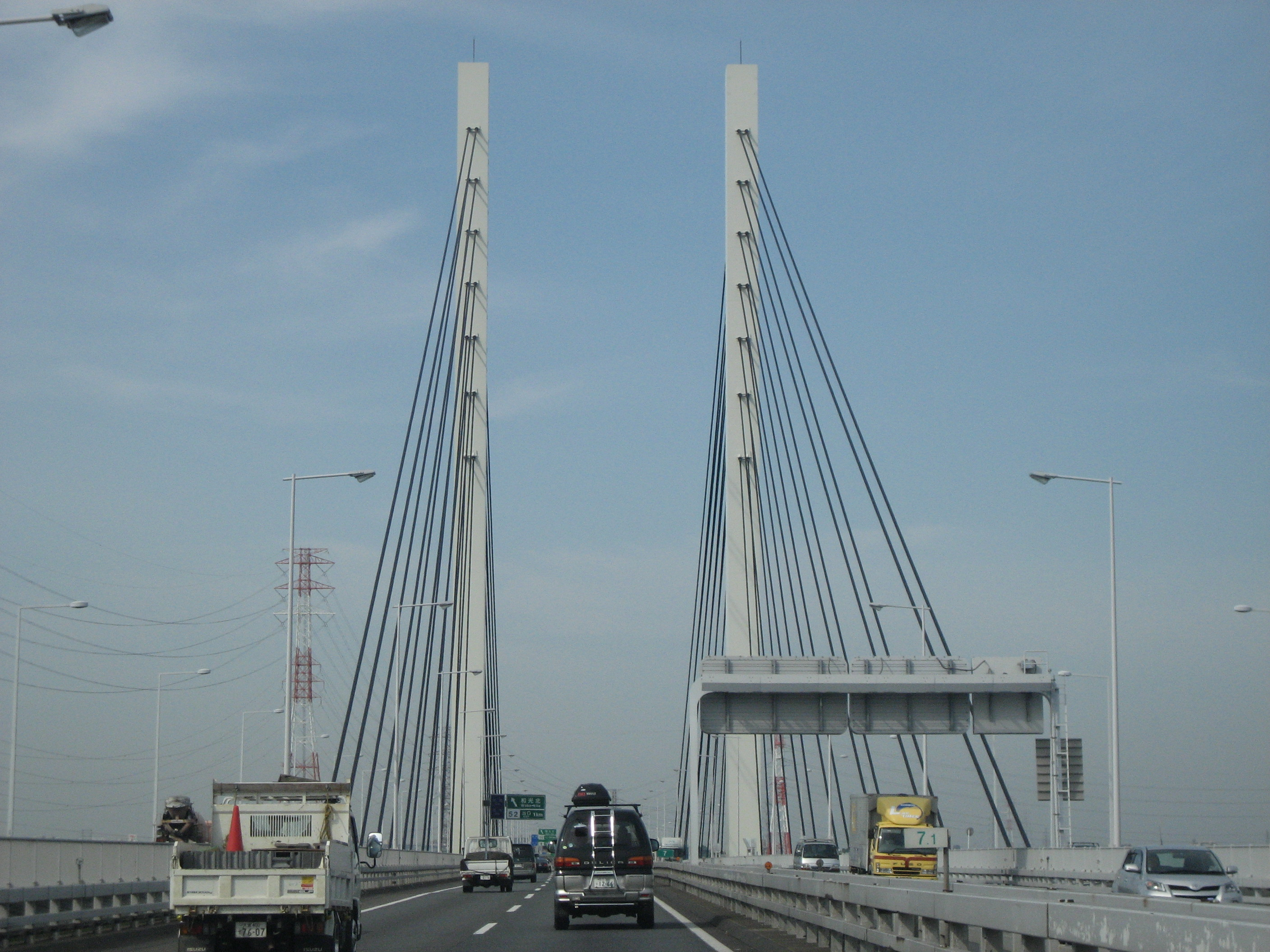
幸魂大橋
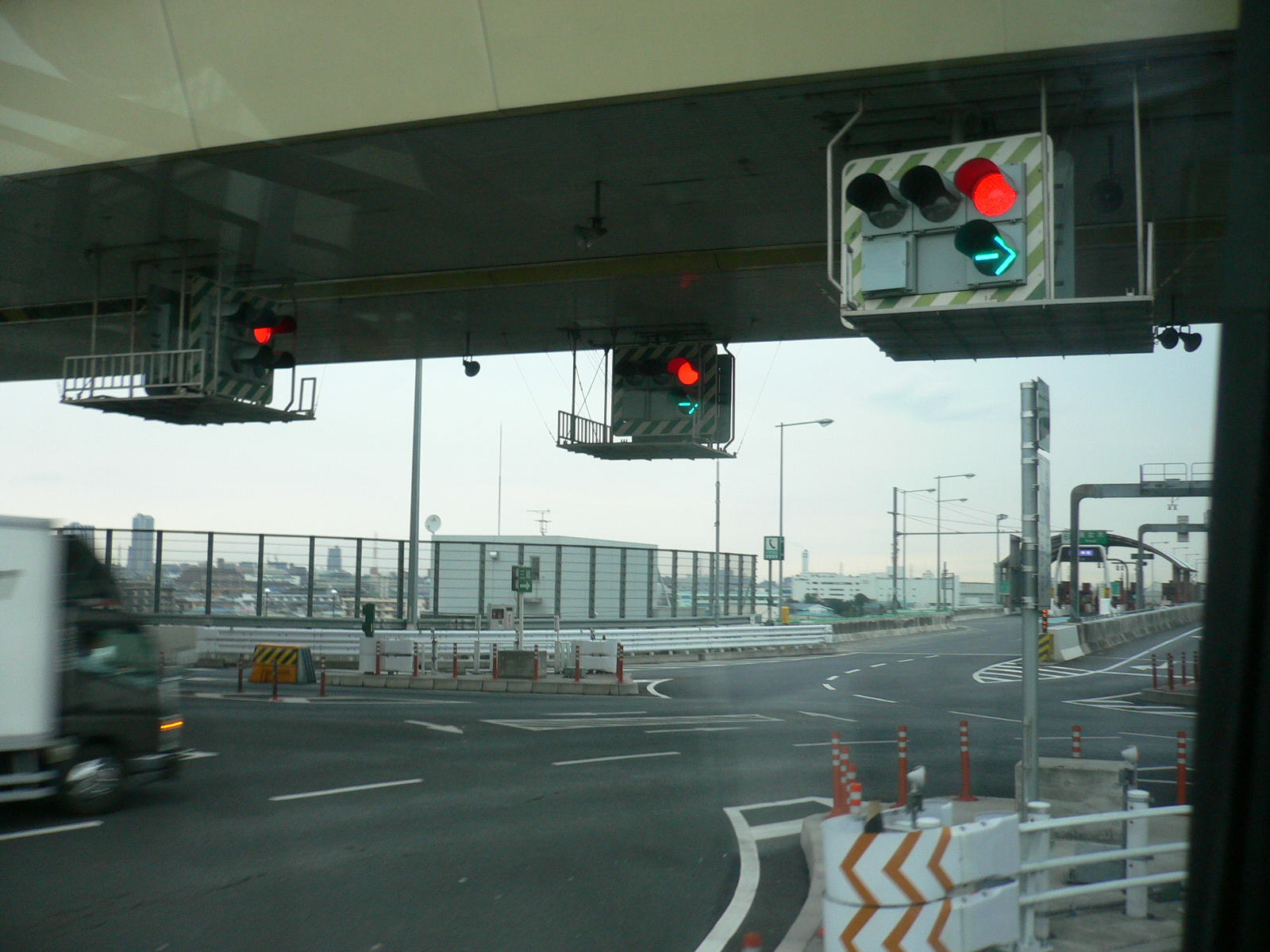
美女木系統交流道
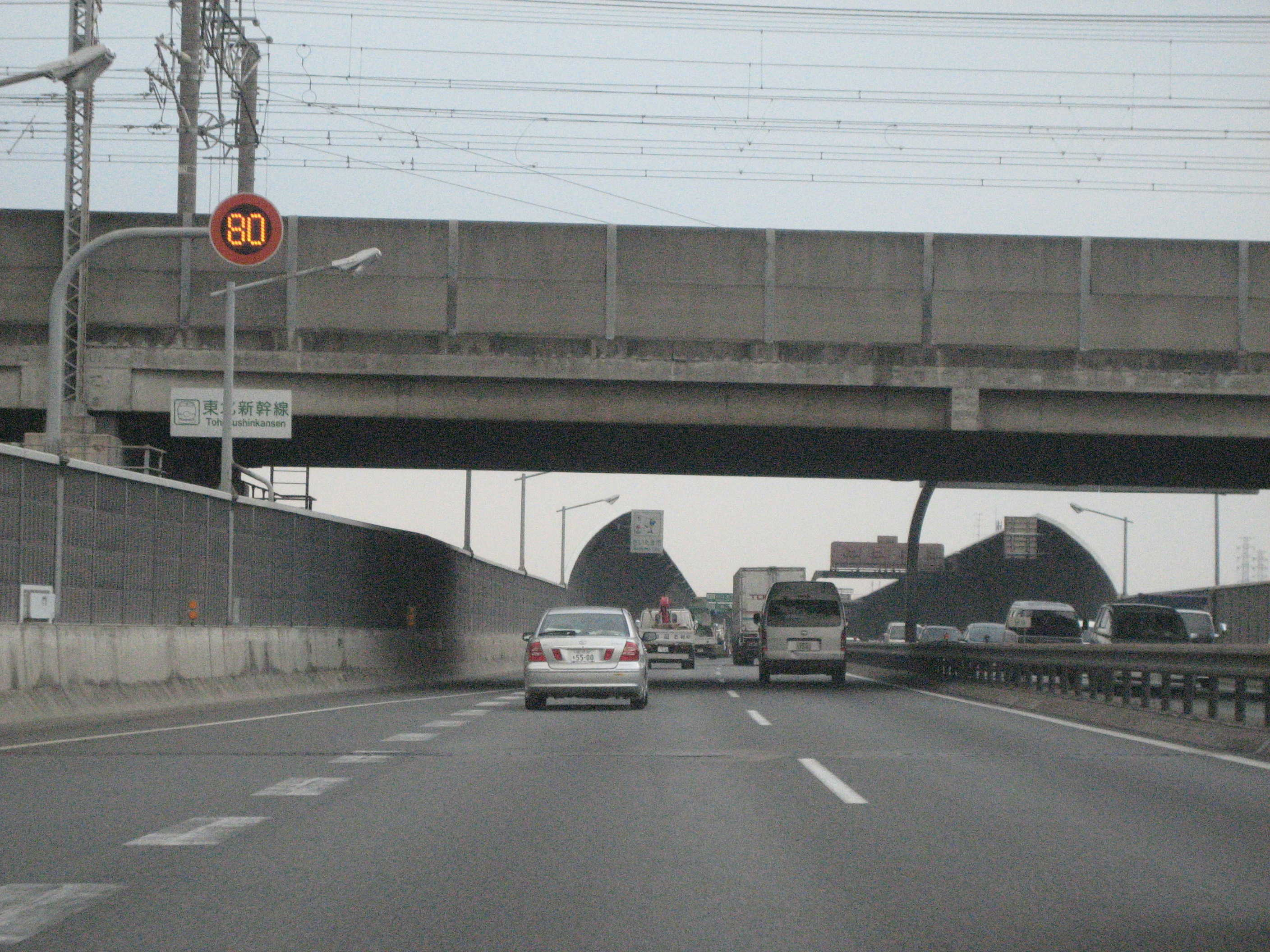
外環道上立體交叉的東北新幹線

## 來源
1. ↑   (PDF). 国土交通省 道路局長. 2017-02-14  [2018-01-27]. （原始内容 (PDF)存档于2017年2月17日）.
2. ↑  . 東京都建設局. 2015-10  [2021-03-22]. （原始内容存档于2023-07-20）.
3. ↑   (PDF). 東日本高速道路株式会社. 2020-10-23  [2021-03-18]. （原始内容存档 (PDF)于2022-10-16）.
4. ↑   (PDF). 国土交通省道路局. 2022-09-30  [2022-09-30]. （原始内容存档 (PDF)于2022-09-30）.
5. ↑   (PDF). 国土交通省道路局.   [2021-04-11]. （原始内容存档 (PDF)于2024-11-03）.
6. ↑  . 日本経済新聞. 2014-08-13  [2017-02-10]. （原始内容存档于2020-04-19）.

## 相關項目
- 高速自動車國道
- 關東地方道路列表
- 首都高速中央環狀線（3環狀的內側）
- 首都圈中央連絡自動車道（3環狀的外側）
- 東京外郭環狀道路（日语：東京外かく環状道路）

## 外部連結
- 東日本高速公路 （页面存档备份，存于）
- 中日本高速公路 （页面存档备份，存于）
- 國土交通省官方網站地圖 （页面存档备份，存于）